# Liliana Capos
Liliana Delia Capos (Río Gallegos, 19 de febrero de 1953) es una política argentina de la Unión Cívica Radical, que se desempeñó como senadora nacional por la provincia de Tierra del Fuego, Antártida e Islas del Atlántico Sur entre 2004 y 2007.

## Biografía
Nacida en Río Gallegos en 1953, estudió bachillerato en letras. Entre 1973 y 2000 fue funcionaria del gobierno de Tierra del Fuego (primero territorio nacional y luego como provincia). Fue subdirectora y directora provincial de Recursos Humanos; y directora de Fiscalización en la Inspección General de Justicia. También desempeñó funciones en Ushuaia y fue asesora en la legislatura provincial.
Desde 1982 militó en la Unión Cívica Radical (UCR), integrando la mesa de la Juventud Radical fueguina. Entre 1987 y 1989 fue apoderada provincial del partido y entre 1994 y 1998, convencional provincial. Fue delegada al Comité Nacional de la UCR entre 1999 y 2001, y entre 2003 y 2005.
En las elecciones legislativas de 2001 ocupó el segundo lugar de la lista de candidatos a senadores nacionales de la UCR. En febrero de 2004 asumió como senadora nacional por la provincia de Tierra del Fuego, Antártida e Islas del Atlántico Sur para completar el mandato de Mario Jorge Colazo (quien había asumido como gobernador), que se extendía hasta 2007.
Fue vicepresidenta de la comisión de Turismo; y vocal en las comisiones de Trabajo y Previsión Social; de Minería, Energía y Combustibles; de Asuntos Administrativos y Municipales; y de Acuerdos. En 2006 formó parte de la delegación argentina ante el Parlamento del Mercosur. En sus años de senadora presentó 185 proyectos. Fue autora de la Ley Nacional 26.169 de Carga Sanitaria, sancionada en 2007.